# Hydrachna rotunda
Hydrachna rotunda är en kvalsterart som beskrevs av Marshall 1930. Hydrachna rotunda ingår i släktet Hydrachna och familjen Hydrachnidae. Inga underarter finns listade i Catalogue of Life.